# Virgen del Destierro
Nuestra Señora del Destierro es un título católico dado a la Santísima Virgen María. Evoca la huida a Egipto de la Sagrada Familia, por lo que también se conoce como la Virgen de la Fuga. Es muy venerada en Italia como Madonna degli Emigranti y es patrona de los que se vieron obligados a abandonar su patria para buscar refugio o para buscar trabajo en el extranjero.
En Brasil, existe la Catedral de Nuestra Señora del Destierro, dedicada a esta advocación mariana.